# Litsea fenestrata
Litsea fenestrata är en lagerväxtart som beskrevs av James Sykes Gamble. Litsea fenestrata ingår i släktet Litsea och familjen lagerväxter. Inga underarter finns listade i Catalogue of Life.